# Welliton Silva de Azevedo Matheus
Welliton Silva de Azevedo Matheus (Rio de Janeiro, 14 luglio 2000) è un calciatore brasiliano, attaccante del Goiás in prestito dal Primavera.

## Carriera
Welliton è entrato a far parte del settore giovanile del Corinthians nel 2015, proveniente da quello del Vasco da Gama. Il 3 luglio 2019, dopo essere stato utilizzato di rado nella rosa under 20, ha rescisso il contratto ed è passato all'Oeste.
Ha esordito in prima squadra il 31 agosto 2019, sostituendo Bruno Lopes nel pareggio casalingo per 0-0 contro lo Sport Recife in Série B.
L'8 marzo 2021, Welliton è entrato a far parte del Red Bull Bragantino, che lo ha inizialmente prestato alla seconda squadra Red Bull Brasil. Ha esordito in prima squadra con il Bragantino il 20 marzo dell'anno successivo, sostituendo Helinho nel pareggio casalingo per 1–1 contro il Palmeiras nel Campeonato Paulista. Ha debuttato in Série A il 30 aprile 2022, nella vittoria esterna per 1-0 contro il Ceará.
Il 3 aprile 2023 è stato prestato all'ABC.

## Statistiche

### Presenze e reti nei club
Statistiche aggiornate al 23 maggio 2022.
| Stagione        | Squadra         | Campionato      | Campionato | Campionato | Coppe nazionali | Coppe nazionali | Coppe nazionali | Coppe continentali | Coppe continentali | Coppe continentali | Altre coppe | Altre coppe | Altre coppe | Totale | Totale | Totale |
| Stagione        | Squadra         | Comp            | Pres       | Reti       | Comp            | Pres            | Reti            | Comp               | Pres               | Reti               | Comp        | Pres        | Reti        | Pres   | Reti   |        |
| --------------- | --------------- | --------------- | ---------- | ---------- | --------------- | --------------- | --------------- | ------------------ | ------------------ | ------------------ | ----------- | ----------- | ----------- | ------ | ------ | ------ |
| 2019            | Oeste           | A1/SP+B         | 0+6        | 0          | CB              | 0               | 0               |                    | -                  | -                  |             | -           | -           | 6      | 0      |        |
| 2020            | Oeste           | A1/SP+B         | 1+12       | 0          | CB              | 0               | 0               |                    | -                  | -                  |             | -           | -           | 13     | 0      |        |
| 2021            | Red Bull Brasil | A2/SP           | 14         | 0          |                 | -               | -               |                    | -                  | -                  |             | -           | -           | 14     | 0      |        |
| 2022            | RB Bragantino   | A1/SP+A         | 1+6        | 0          | CB              | 0               | 0               | CL                 | 0                  | 0                  |             | -           | -           | 7      | 0      |        |
| 2023            | RB Bragantino   | A1/SP+A         | 2+0        | 0          | CB              | 2               | 0               | CS                 | 0                  | 0                  |             | -           | -           | 2      | 0      |        |
| 2023            | ABC             | PD/RN+B         | 2+8        | 0          | CB              | 2               | 0               |                    | -                  | -                  |             | -           | -           | 12     | 0      |        |
| Totale carriera | Totale carriera | Totale carriera | 52         | 0          |                 | 2               | 0               |                    | 0                  | 0                  |             | -           | -           | 54     | 0      |        |